# Great Bash Heel
Palmarès
voir ici
Great Bash Heel est un clan de catcheurs appartenant à la New Japan Pro Wrestling, une fédération de catch japonaise, fondée en octobre 2006 par Hiroyoshi Tenzan. En avril 2009, la plupart des membres quittent le clan pour rejoindre Chaos.

## Membres du groupe
| Identité,        | Période                       | Notes                             |
| ---------------- | ----------------------------- | --------------------------------- |
| Togi Makabe      | octobre 2006 – présent        | 2d leader                         |
| Tomoaki Honma    | octobre 2006 – présent        |                                   |
| Hiroyoshi Tenzan | octobre 2006 – avril 2009     | 1er leader - Fondateur            |
| Toru Yano        | octobre 2006 – avril 2009     |                                   |
| Tomohiro Ishii   | octobre 2006 – avril 2009     |                                   |
| Jado (en)        | octobre 2006 – avril 2009     | Membre de la World Class Tag Team |
| Gedo             | octobre 2006 – avril 2009     | Membre de la World Class Tag Team |
| Shiro Koshinaka  | octobre 2006 – août 2007      |                                   |
| Giant Bernard    | juin 2008 – avril 2009        | Ancien membre de Bad Intentions   |
| Karl Anderson    | juin 2008 – avril 2009        | Ancien membre de Bad Intentions   |
| Takashi Iizuka   | juin 2008 – avril 2009        |                                   |
| Low-Ki           | septembre 2008 – janvier 2009 |                                   |
| Rick Fuller (en) | juillet 2008 – novembre 2008  |                                   |

## Palmarès
- Apache Pro-Wrestling Army
  - 3 fois WEW Heavyweight Championship – Makabe (1), Yano (1) et Ishii (1)

- New Japan Pro Wrestling
  - 1 fois IWGP Heavyweight Championship – Makabe
  - 1 fois IWGP Junior Heavyweight Championship – Low Ki
  - 2 fois IWGP Tag Team Championship – Makabe et Yano (1), Makabe et Honma (1) (actuels)
  - 2 fois NEVER Openweight Championship – Makabe
  - G1 Climax (2009) – Makabe
  - World Tag League (2015) – Makabe et Honma

- Tokyo Sports
  - Fighting Spirit Award (2009) – Makabe
  - Tag Team of the Year (2007) – Makabe et Yano
  - Technique Award (2015) – Honma